# Personer i Sverige födda i Island
Till personer i Sverige födda i Island räknas personer som är folkbokförda i Sverige och som har sitt ursprung i Island. Enligt Statistiska centralbyrån fanns det 2017 i Sverige sammanlagt cirka 6 000 personer födda på Island. 2019 bodde det i Sverige sammanlagt 10 536 personer som antingen själva var födda på Island eller hade minst en förälder som var det.

## Historik
Fram till andra världskriget var migrationen mellan Island och Sverige ganska liten. Efter kriget ökade migrationen från Island till Sverige, och 1980 bildades Isländska Riksförbundet.

## Statistik
Den 31 december 2016 fanns 5 822 personer i Sverige som var födda på Island, varav 2 945 män (50,58 %) och 2 877 kvinnor (49,42 %). Motsvarande siffra för den 31 december 2000 var 3 530, varav 1 787 män (50,62 %) och 1 743 kvinnor (49,38 %).
Den 31 december 2015 fanns 4 653 personer i Sverige som saknade svenskt medborgarskap men hade isländskt medborgarskap, varav 2 354 män (50,59 %) och 2 299 kvinnor (49,41 %).

### Svenskar med isländsk bakgrund
Den 31 december 2016 fanns utöver de 5 822 personerna födda på Island 4 210 personer som var födda i Sverige men hade isländsk bakgrund eller ursprung, enligt Statistiska centralbyråns definition:
- Personer födda i Sverige med båda föräldrarna födda på Island: 735, varav 399 män och 366 kvinnor.
- Personer födda i Sverige med fadern född på Island och modern i ett annat utländskt land: 250, varav 114 män och 136 kvinnor.
- Personer födda i Sverige med modern född på Island och fadern i ett annat utländskt land: 276, varav 136 män och 140 kvinnor.
- Personer födda i Sverige med fadern född på Island och modern i Sverige: 1 464, varav 715 män och 749 kvinnor
- Personer födda i Sverige med modern född på Island och fadern i Sverige: 1 485, varav 748 män och 737 kvinnor.

### Åldersfördelning
Åldersfördelningen bland personer födda på Island boende i Sverige. Siffror från Statistiska centralbyrån enligt den 31 december 2016:
| År       | Antal | Andel   | Varav män | Kvinnor |
| -------- | ----- | ------- | --------- | ------- |
| 0–14 år  | 840   | 14,43 % | 411       | 429     |
| 15–24 år | 435   | 7,47 %  | 220       | 215     |
| 25–54 år | 3 136 | 53,86 % | 1 563     | 1 573   |
| 55–64 år | 827   | 14,20 % | 395       | 432     |
| 65+ år   | 584   | 10,03 % | 288       | 296     |

### Historisk utveckling
| Isländska medborgare utan svenskt medborgarskap i Sverige 1973–2015                                                       | Isländska medborgare utan svenskt medborgarskap i Sverige 1973–2015 | Isländska medborgare utan svenskt medborgarskap i Sverige 1973–2015 | Isländska medborgare utan svenskt medborgarskap i Sverige 1973–2015 | Isländska medborgare utan svenskt medborgarskap i Sverige 1973–2015 |
| --- | ------------------------------------------------------------------- | ------------------------------------------------------------------- | ------------------------------------------------------------------- | ------------------------------------------------------------------- |
| |                                                                     |                                                                     |                                                                     |                                                                     |
| År |                                                                     |                                                                     | Folkmängd                                                           |                                                                     |
| 1973 | 1973                                                                |                                                                     | 1 526                                                               |                                                                     |
| 1975 | 1975                                                                |                                                                     | 1 596                                                               |                                                                     |
| 1980 | 1980                                                                |                                                                     | 3 916                                                               |                                                                     |
| 1985 | 1985                                                                |                                                                     | 3 436                                                               |                                                                     |
| 1990 | 1990                                                                |                                                                     | 5 275                                                               |                                                                     |
| 1995 | 1995                                                                |                                                                     | 4 954                                                               |                                                                     |
| 2000 | 2000                                                                |                                                                     | 4 057                                                               |                                                                     |
| 2005 | 2005                                                                |                                                                     | 4 103                                                               |                                                                     |
| 2010 | 2010                                                                |                                                                     | 4 360                                                               |                                                                     |
| 2015 | 2015                                                                |                                                                     | 4 653                                                               |                                                                     |
| Anm.: Befolkning den 31 december respektive år. Personer med dubbelt medborgarskap, varav det ena svenskt, inräknas inte. |                                                                     |                                                                     |                                                                     |                                                                     |

| Personer i Sverige födda på Island 1900–2024 | Personer i Sverige födda på Island 1900–2024 | Personer i Sverige födda på Island 1900–2024 | Personer i Sverige födda på Island 1900–2024 | Personer i Sverige födda på Island 1900–2024 |
| --- | -------------------------------------------- | -------------------------------------------- | -------------------------------------------- | -------------------------------------------- |
| |                                              |                                              |                                              |                                              |
| År |                                              |                                              | Folkmängd                                    |                                              |
| 1900 | 1900                                         |                                              | 2                                            |                                              |
| 1930 | 1930                                         |                                              | 29                                           |                                              |
| 1950 | 1950                                         |                                              | 146                                          |                                              |
| 1960 | 1960                                         |                                              | 371                                          |                                              |
| 1970 | 1970                                         |                                              | 1 627                                        |                                              |
| 1980 | 1980                                         |                                              | 3 547                                        |                                              |
| 1990 | 1990                                         |                                              | 4 771                                        |                                              |
| 2000 | 2000                                         |                                              | 3 530                                        |                                              |
| 2001 | 2001                                         |                                              | 3 612                                        |                                              |
| 2002 | 2002                                         |                                              | 3 691                                        |                                              |
| 2003 | 2003                                         |                                              | 3 811                                        |                                              |
| 2004 | 2004                                         |                                              | 3 851                                        |                                              |
| 2005 | 2005                                         |                                              | 3 876                                        |                                              |
| 2006 | 2006                                         |                                              | 3 914                                        |                                              |
| 2007 | 2007                                         |                                              | 3 936                                        |                                              |
| 2008 | 2008                                         |                                              | 4 091                                        |                                              |
| 2009 | 2009                                         |                                              | 4 480                                        |                                              |
| 2010 | 2010                                         |                                              | 4 728                                        |                                              |
| 2011 | 2011                                         |                                              | 5 011                                        |                                              |
| 2012 | 2012                                         |                                              | 5 196                                        |                                              |
| 2013 | 2013                                         |                                              | 5 204                                        |                                              |
| 2014 | 2014                                         |                                              | 5 334                                        |                                              |
| 2015 | 2015                                         |                                              | 5 644                                        |                                              |
| 2016 | 2016                                         |                                              | 5 822                                        |                                              |
| 2017 | 2017                                         |                                              | 5 976                                        |                                              |
| 2018 | 2018                                         |                                              | 5 992                                        |                                              |
| 2019 | 2019                                         |                                              | 5 988                                        |                                              |
| 2020 | 2020                                         |                                              | 5 932                                        |                                              |
| 2021 | 2021                                         |                                              | 5 908                                        |                                              |
| 2022 | 2022                                         |                                              | 5 914                                        |                                              |
| 2023 | 2023                                         |                                              | 5 967                                        |                                              |
| 2024 | 2024                                         |                                              | 5 944                                        |                                              |
| Anm.: Befolkning den 31 december respektive år förutom åren 1960 och 1970 som avser förhållandet den 1 november och år 1980 som avser förhållandet den 15 september. |                                              |                                              |                                              |                                              |